# Kirchgasse 12 (Coburg)

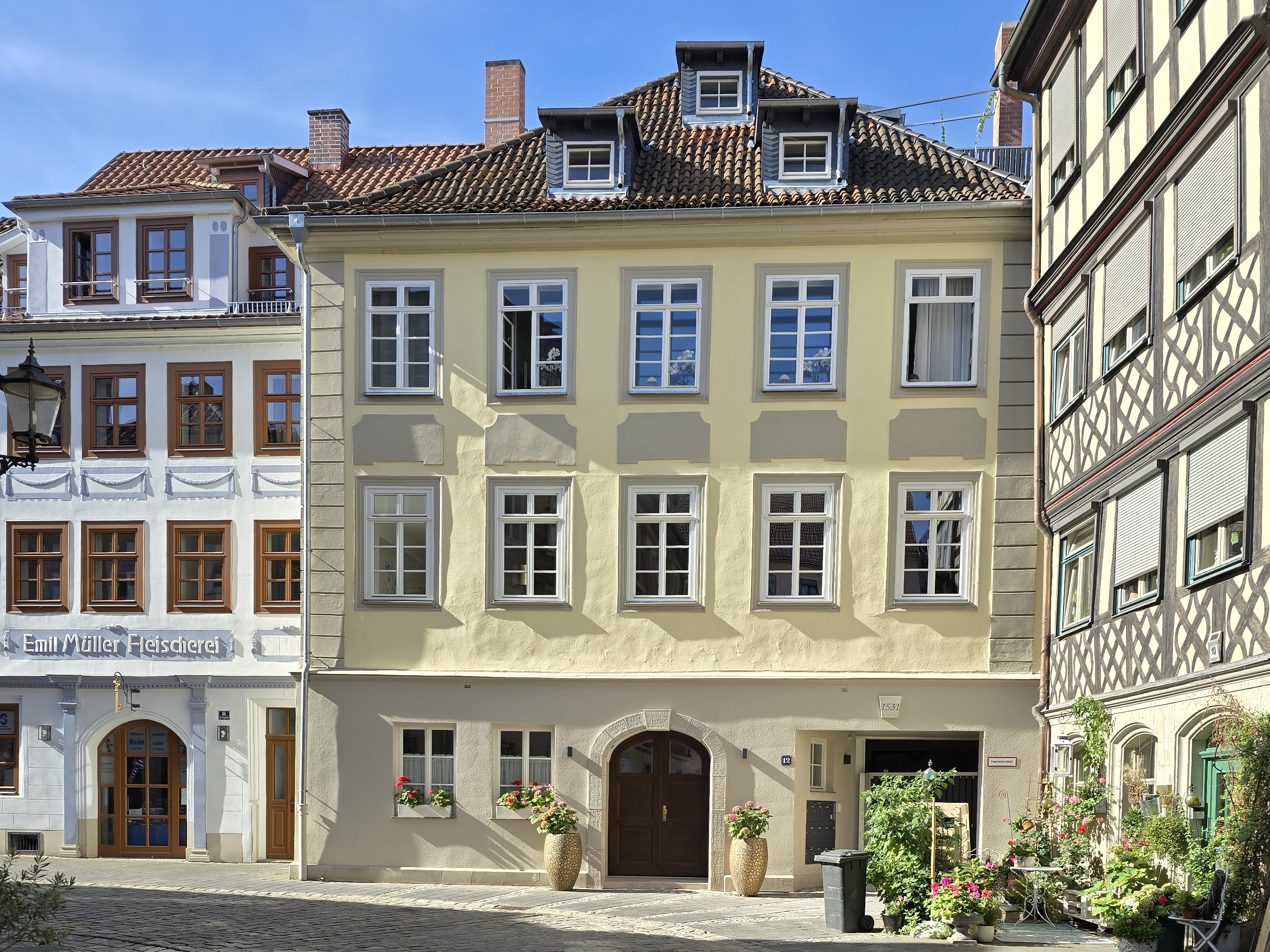
Wohnhaus Kirchgasse 12 in Coburg

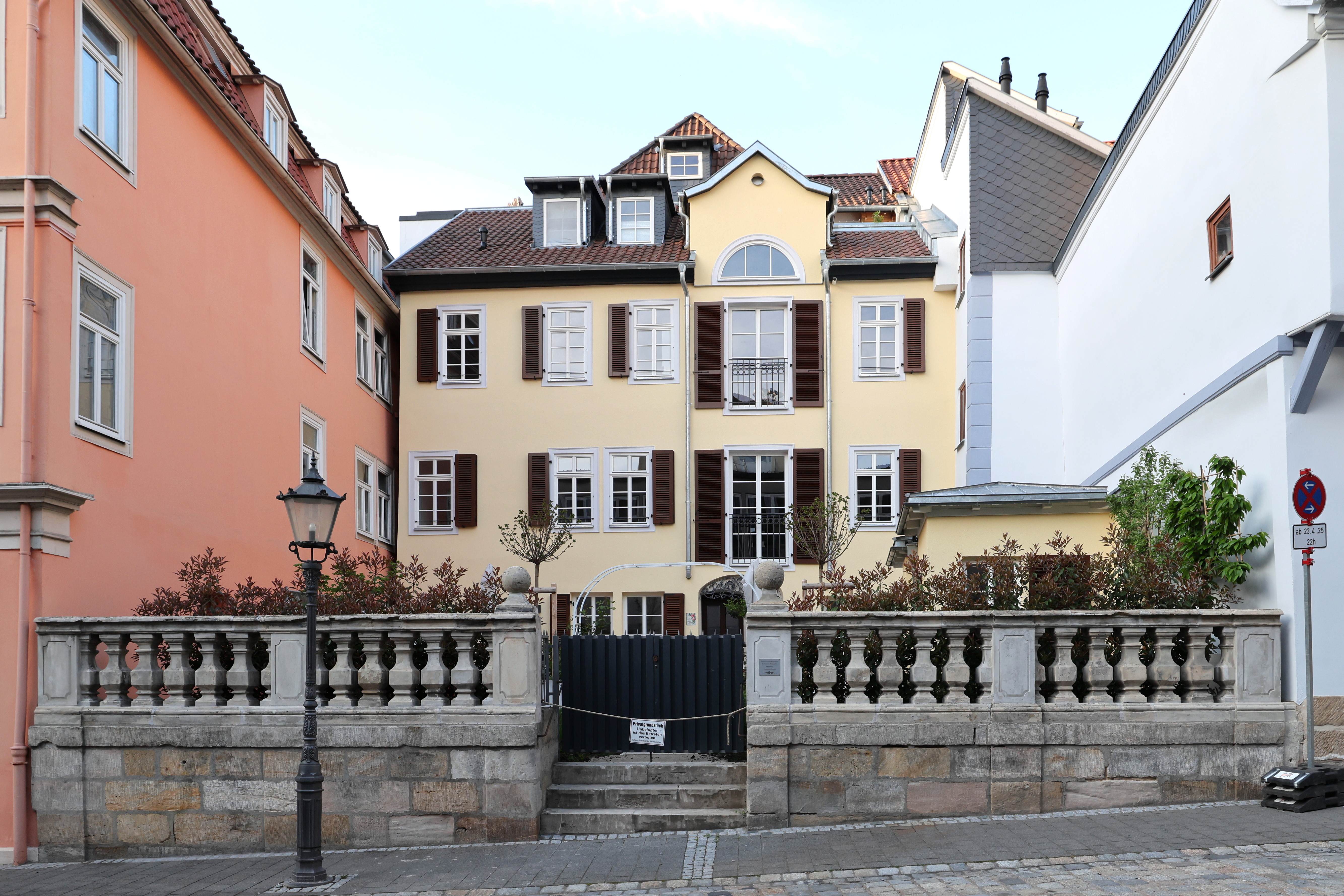
Ansicht Neugasse

Das Wohnhaus Kirchgasse 12 in Coburg befindet sich zwischen dem Marktplatz und dem Kirchhof in einem der ältesten Stadtquartiere. Das denkmalgeschützte Anwesen besteht aus drei Bauteilen. Der Hauptbau, ein dreigeschossiges Walmdachgebäude, stammt im Kern aus dem 15. Jahrhundert.

## Geschichte
Der im Jahr 1413 erstmals erwähnte Fachwerkbau wurde gemäß dendrochronologischen Untersuchungen 1426 umgebaut und nach inschriftlicher Datierung wohl 1531 verändert. Anfang des 18. Jahrhunderts wurde es als ein Mittelbau mit drei Stockwerken, vier Stuben, einem Gewölbe, einem Keller und einem Stall beschrieben. 1701 stellte der Amtsverweser Johann Benedikt Brumhardt den Antrag, sein vor 170 Jahren erbautes, baufälliges Wohnhaus sanieren lassen zu wollen. In der Folge ließ er den Gebäudekomplex zu einem barocken Palais umgestalten. Zwischen 1703 und 1709 erfolgte der Umbau der westlich angebauten Flügelbauten und Hoflauben. Der südliche Anbau zur Neugasse wird im Erdgeschoss wie der Hauptbau datiert, die Aufstockung des zweiten Obergeschosses geschah um das Jahr 1800.
Im Jahr 1863 veranlasste der Kaufmann Ernst Saul den Einbau eines Schaufensters in der linken Erdgeschossseite. Zwei weitere Läden schlossen sich später nach hinten an. Alle drei wurden 1957 durch die Entfernung der Innenwände zu einem Geschäft zusammengefasst. Dabei wurde auch für den Einbau einer modernen Schaufensteranlage das rundbogige, zweiflügelige Eingangsportal entfernt.
Von 2022 bis 2024 folgte die Sanierung und ein grundlegender Umbau des Gebäudekomplexes für Wohnzwecke und zur Nutzung als Gästehaus Magdalenhof. Dabei wurden unter anderem das Dachgeschoss ausgebaut und im Erdgeschoss auf der linken Seite wieder Wohnungsfenster und ein Rundbogenportal eingebaut.

## Architektur
Das dreigeschossige Anwesen besteht aus drei Bauteilen. Der bereichsweise mit einem mittelalterlichen Gewölbe unterkellerte Hauptbau ist ein Walmdachgebäude, das mit einer Fensterachse der östlichen Seitenfront vor die Baulinie des Nachbarhauses Kirchgasse 14 tritt. Die verputzte, barockisierte Fassade an der Kirchgasse ist gleichmäßig durch fünf hohe Fensterachsen gegliedert. Die Obergeschossfenster sind durch aufgeputzte Schürzen zu vertikalen Bahnen zusammengezogen. Zwischen dem Erdgeschoss und der Unterkante des ersten Obergeschosses verläuft trennend ein Gesims. Genutete Lisenen an den Hauskanten fassen die Obergeschossfassade zusammen. Drei kleine Schleppgauben besetzen das Walmdach. Der westliche Anbau umschließt einen Innenhof mit einer als Laubengang gestalteten Fassade. Der südliche Anbau hat eine verputzte Fachwerkfassade zur Neugasse und ein Pultdach mit einem Zwerchhaus mit Segmentbogenfenster sowie zwei neuen Gauben. Davor befindet sich ein gegenüber der Neugasse erhöht liegender Garten mit einer barocken Sandsteinbalustrade als Einfriedung und einer Mitteltreppe.